# شتاینوندن
شتاینوندن (به آلمانی: Steinwenden) یک شهر در آلمان است که در کایزرسلاوترن واقع شده‌است. شتاینوندن ۲٬۵۲۵ نفر جمعیت دارد.